# Wielka Polska Mapa Szkocji

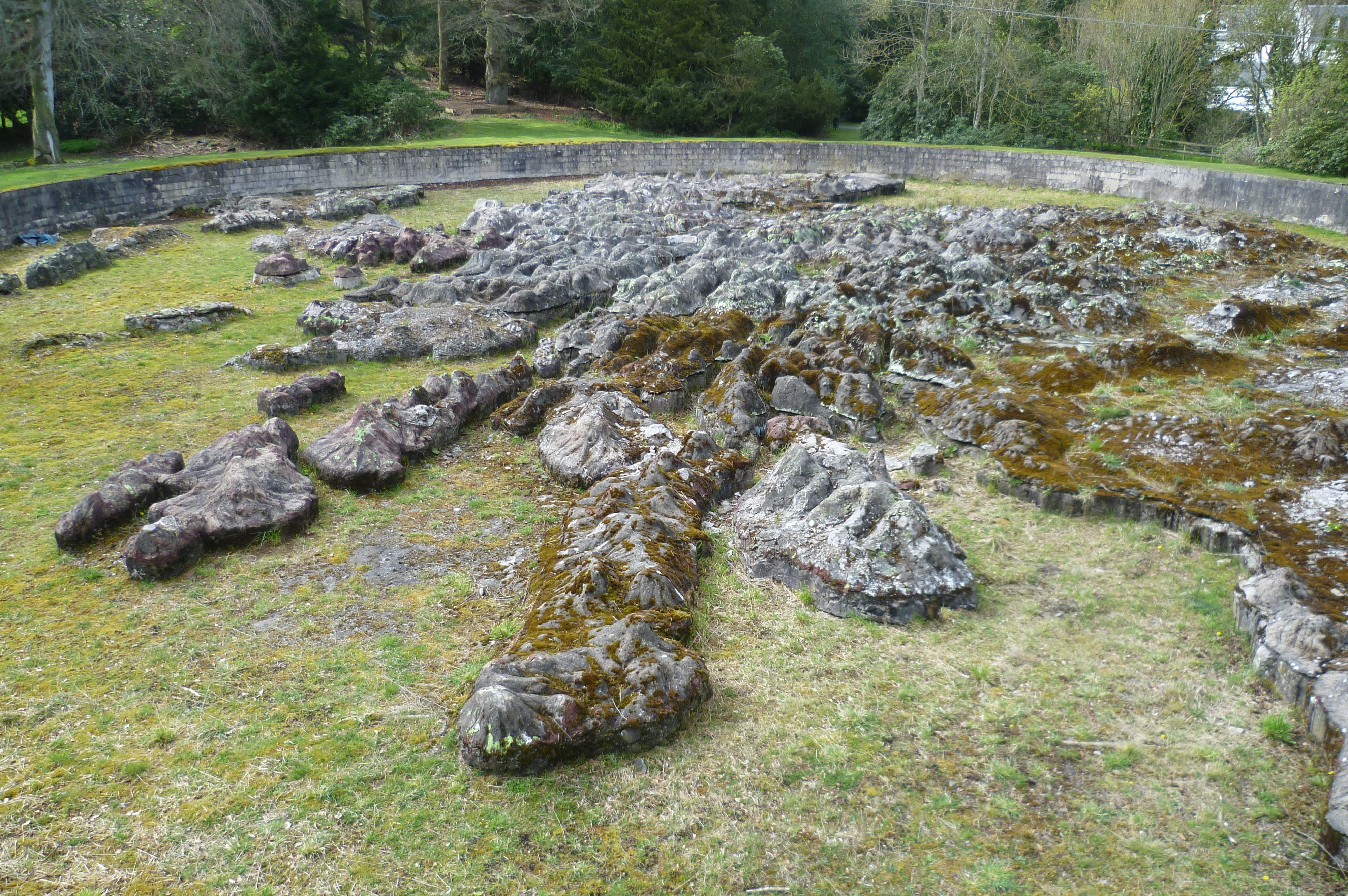
Zachodnie wybrzeże Szkocji, Wielka Polska Mapa Szkocji, Barony Castle, Peebleshire

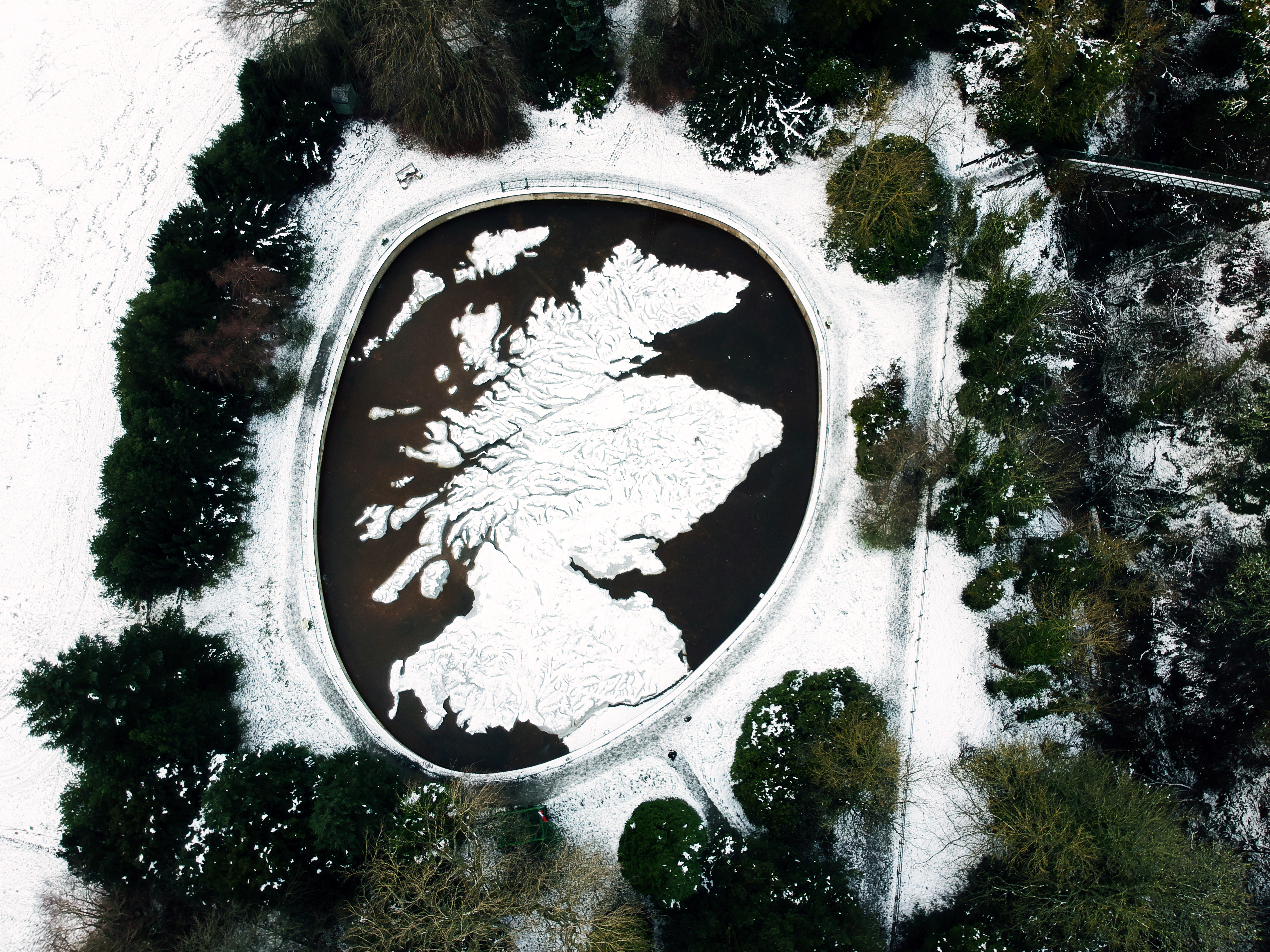
Widok z lotu ptaka w zimie

Wielka Polska Mapa Szkocji (ang. Great Polish Map of Scotland), znana również jako Wielka Mapa gen. Maczka – trójwymiarowy model całej Szkocji o wymiarach 50 × 40 m, wykonany z betonu i kamienia, znajdujący się na terenie parkowym zamku Barony Castle (zwanym również Black Barony), na obrzeżach wioski Eddleston niedaleko Peebles w hrabstwie Scottish Borders.
Mapę tę zbudował Jan Tomasik, były żołnierz 1 Dywizji Pancernej – właściciel Barony Castle – w latach 1974–1976. Jest to największa na świecie mapa plastyczna; została ona wpisana na Szkocką Listę Zabytków jako zabytek kategorii B.

## Historia
Choć mapa, którą dziś widzimy, została zbudowana w 1975 roku, to jej historia sięga czasów II wojny światowej. W maju 1940 roku zamek Blackbarony został przekazany jednostkom Polskich Sił Zbrojnych stacjonujących w Szkocji. Ulokował się tu sztab brygady. W latach 1940–1946 miała tu również swą siedzibę Wyższa Szkoła Wojenna. Polskie wojsko samodzielnie zabezpieczało odcinek wschodniego brzegu Szkocji pomiędzy miastami Montrose i Burntisland. Równocześnie wspomagało jednostki brytyjskie w ochronie reszty wschodniego wybrzeża Szkocji (od Inverness po Berwick).
By lepiej poznać warunki terenowe Szkocji oraz by toczyć sztabowe gry wojenne, zbudowano na dziedzińcu zamkowym tymczasową, przestrzenną mapę Szkocji. Nie jest znana dokładna lokalizacja, ani rozmiar tej mapy.
W 1946 roku zamek powrócił w ręce swych właścicieli i znów stał się hotelem. Po wojnie (w 1969 roku) jeden z byłych podwładnych gen. Maczka, Jan Tomasik, kupił Hotel Blackbarony. Na zaproszenie Tomasika w hotelu zamieszkał gen. Maczek wraz z rodziną. W trakcie rozmów między obu panami padł pomysł, by odbudować dawną taktyczną mapę, jednak w o wiele doskonalszy i trwały sposób.

## Konstrukcja
Mapa została zaprojektowana i zbudowana przez młodych kartografów z Uniwersytetu Jagiellońskiego w Krakowie.

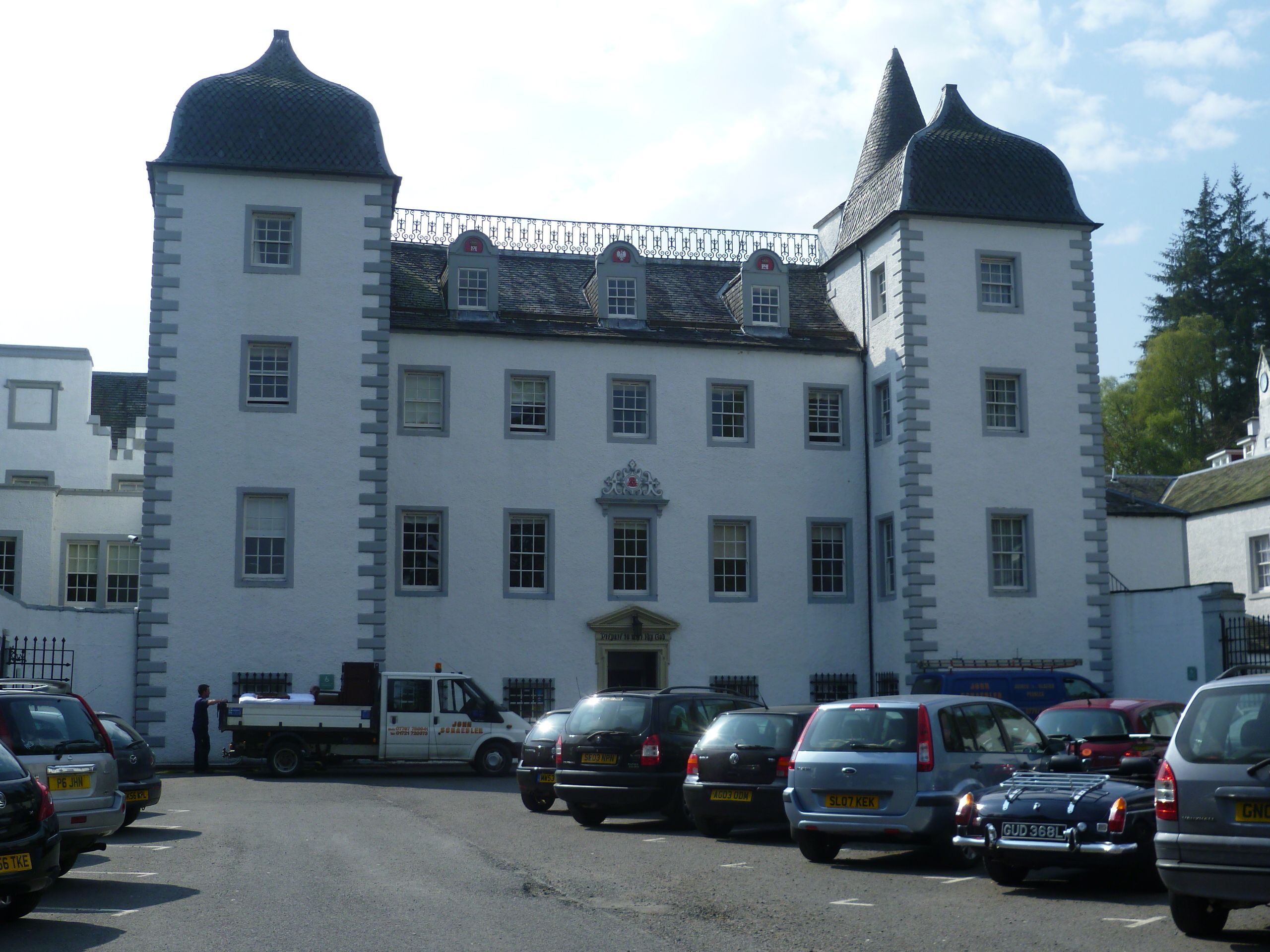
Hotel Barony Castle

W trakcie wizyty w Polsce Tomasik odwiedził profesora Klimaszewskiego – geografa, rektora Uniwersytetu Jagiellońskiego. Latem 1974 roku do Szkocji przyjechali na wstępne rozeznanie dwaj ówcześni asystenci UJ: Kazimierz Trafas oraz Roman Wolniak. Po powrocie do Polski przygotowali oni obliczenia, oraz mały, gipsowy model Mapy. Następnego lata na teren Zamku Barony przyjechała grupa pięciu studentów, którzy pod nadzorem Kazimierza Trafasa w czasie kilku tygodni zbudowali betonową konstrukcję Mapy.
Mapa znajduje się w owalnym „basenie”, wokół utworzono 1,5-metrowej wysokości ziemny wał. Dzięki czemu można swobodnie przechadzać się wokół całej mapy. Drugą funkcją tej konstrukcji było utworzenie rzeczywistego basenu wypełnionego wodą. Ląd Szkocji oblany był wokół „morzem”, a w większych rzekach oraz jeziorach płynęła prawdziwa woda. Zapewniał to specjalny system wbudowanych w betonową konstrukcję Mapy rur. Tereny zielone, góry, miasta były pomalowane. Oryginalny plan zakładał wybudowanie żelaznego mostku ponad Mapą. Pomysł ten nigdy nie został jednak zrealizowany.
Ta ogromna konstrukcja (50 × 40 m) zbudowana jest z kartograficzną dokładnością w skali 1:10 000 w poziomie, zastosowano tu 5-krotne przewyższenie skali pionowej – dzięki czemu uzyskano o wiele bardziej plastyczny i wyrazisty efekt.
Profesor Trafas zmarł w 2004 roku.

## Odbudowa
Po śmierci Jana Tomasika hotel został sprzedany, a Mapa popadła w zapomnienie. Konstrukcja narażona na działanie deszczu i mrozu, przykryta warstwą gnijących liści, mocno ucierpiała. W 2010 roku formalnie rozpoczęła swą działalność grupa Mapa Scotland. Za swe zadanie przyjęła zapewnienie ochrony prawnej, pełną odbudowę i promocję Mapy. W 2011 roku fundacja otrzymała 20 tys. funtów od Heritage Lottery Fund.
We wrześniu 2012 roku odbyła się debata Szkockiego Parlamentu, w trakcie którego padły słowa o „historycznym znaczeniu Wielkiej Polskiej Mapy Szkocji” oraz zapewnienie o wsparciu przez parlament projektu odbudowy Mapy.

## Galeria

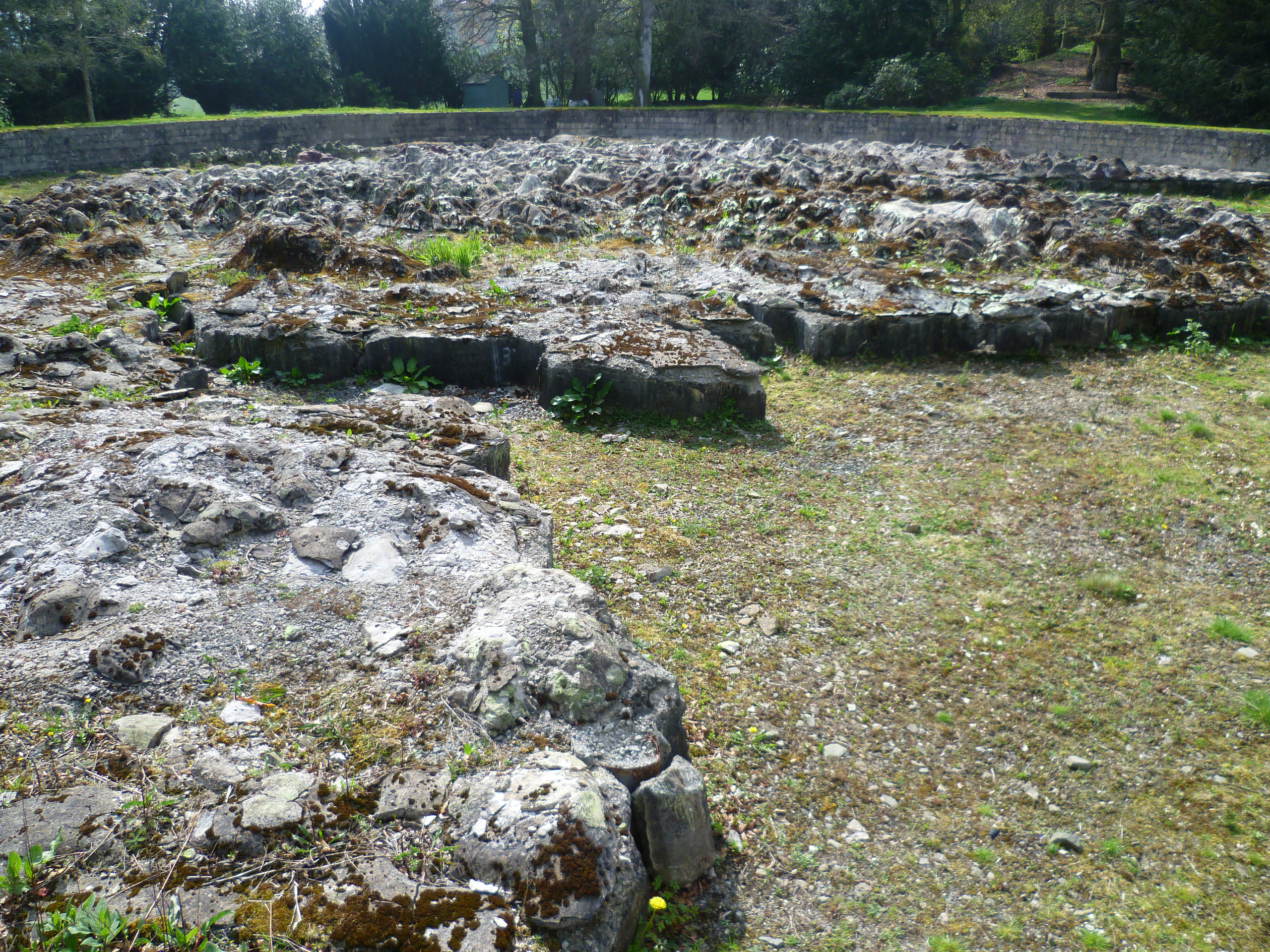
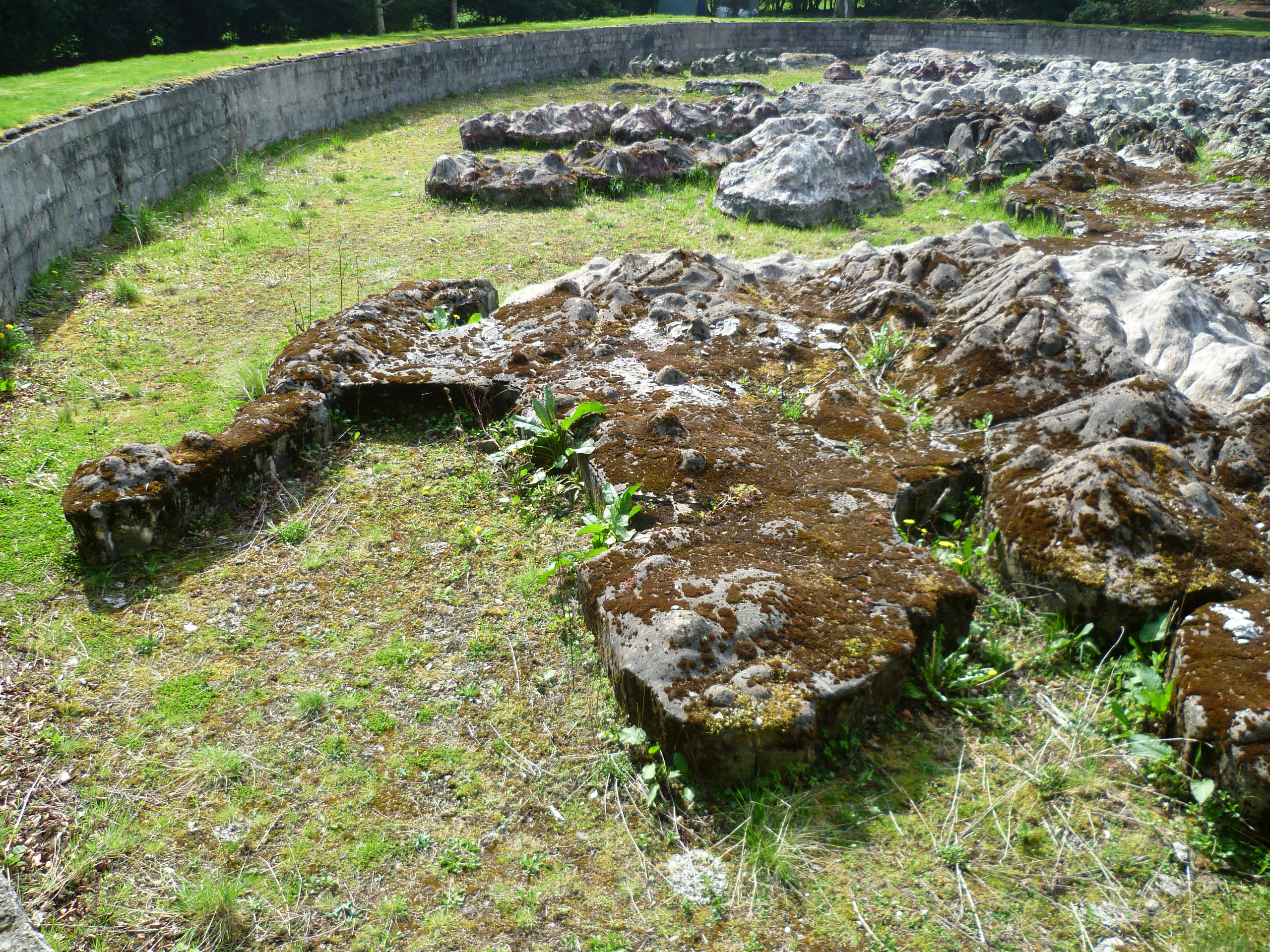
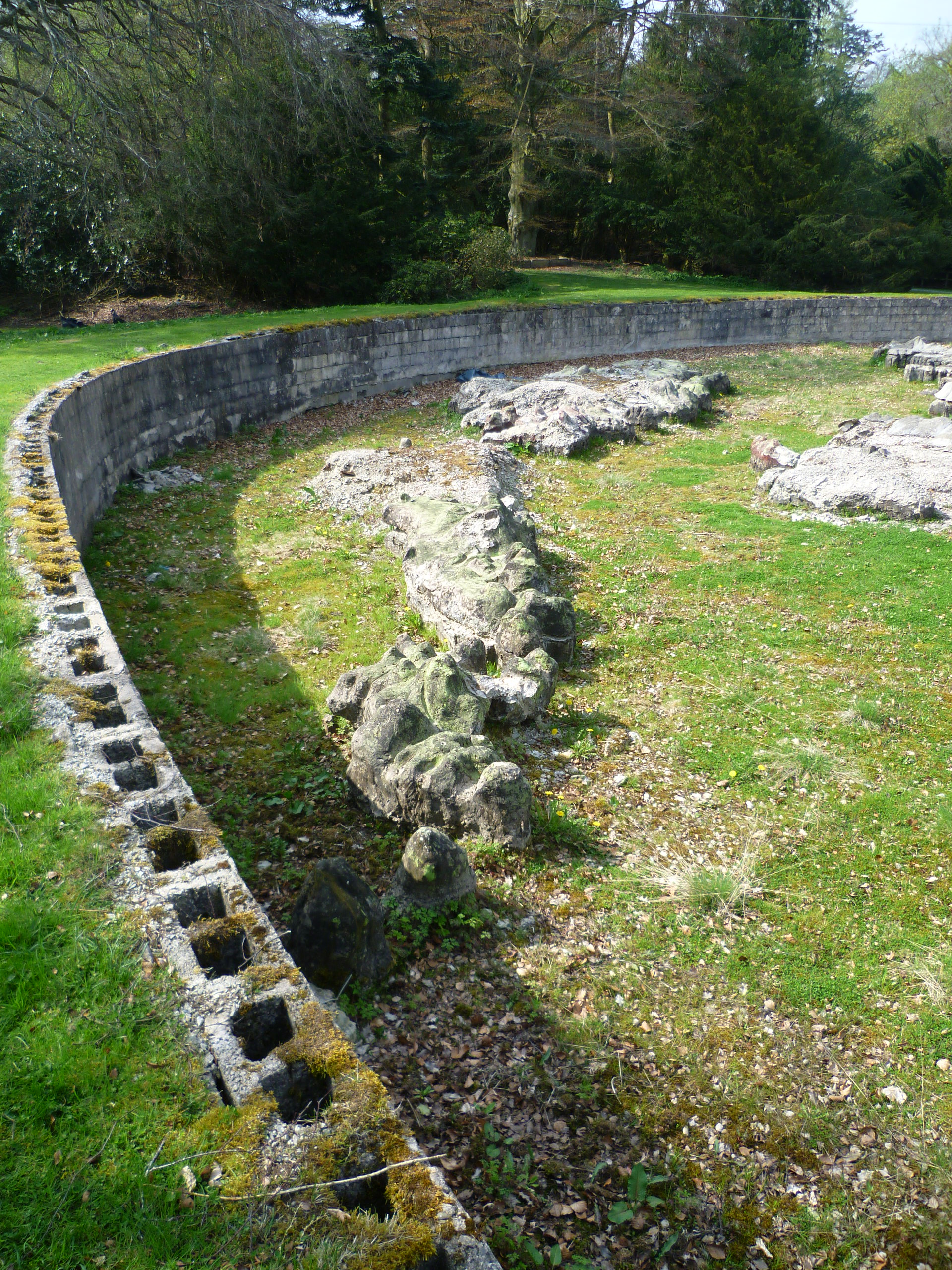
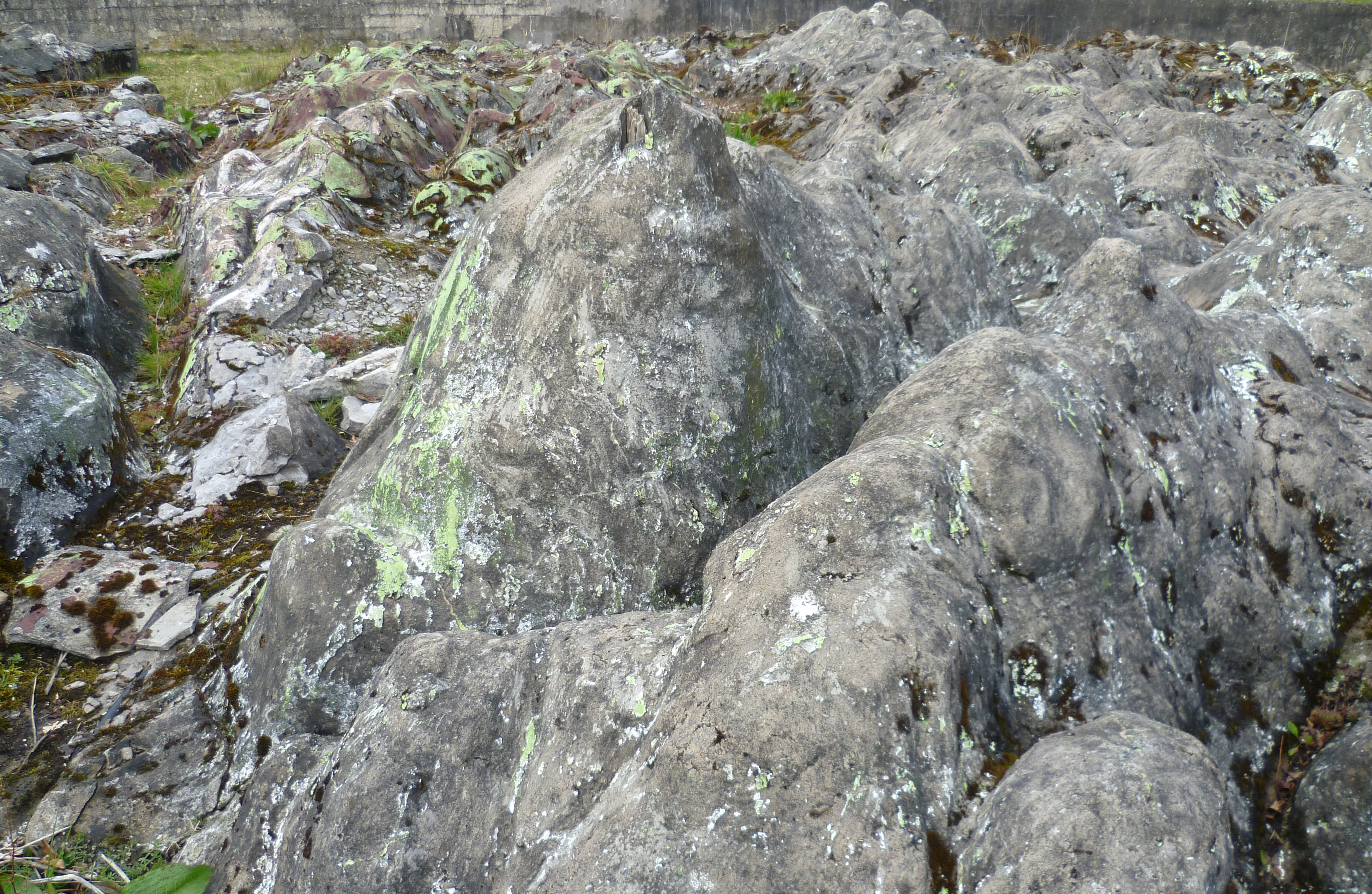
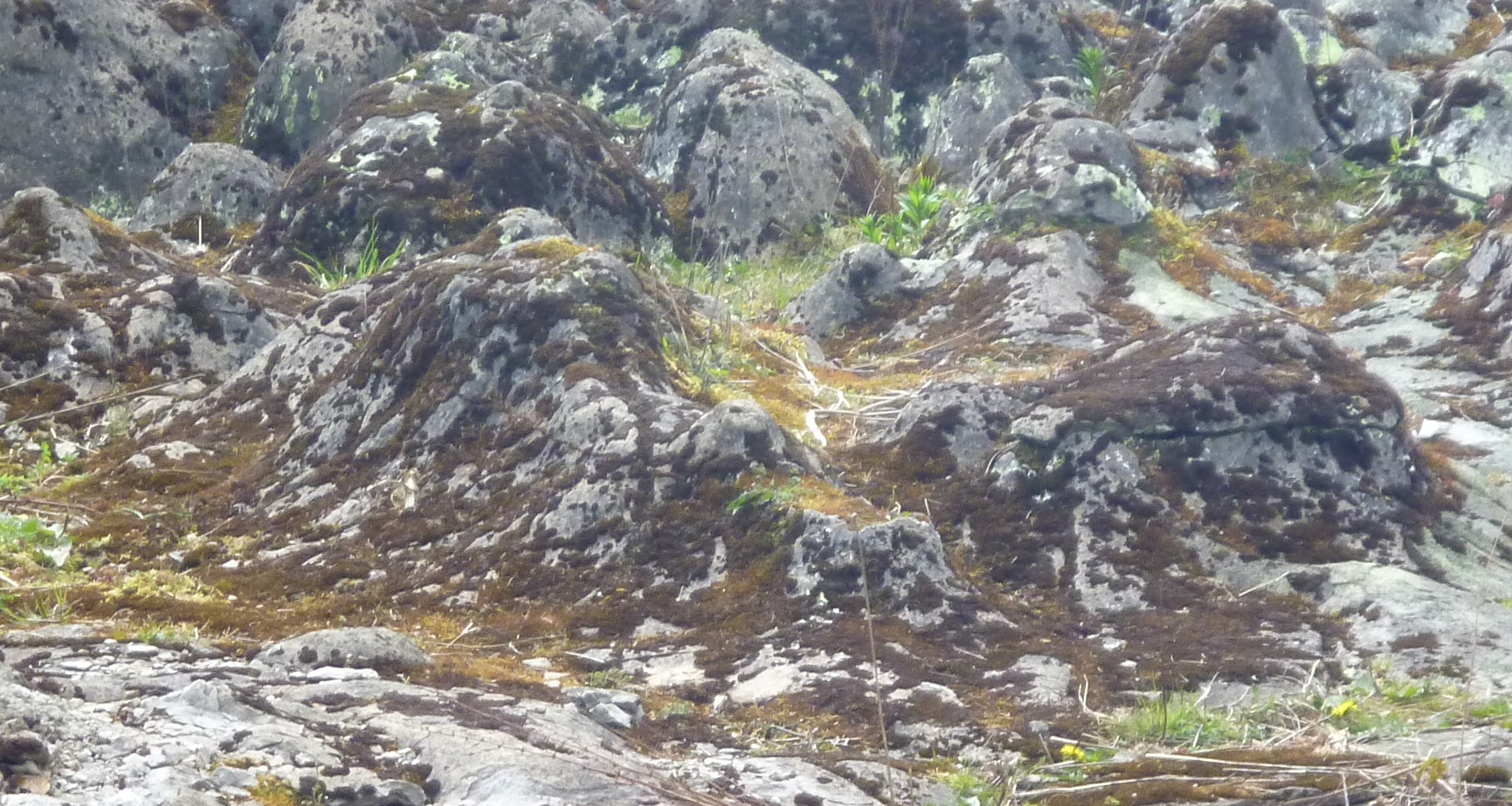
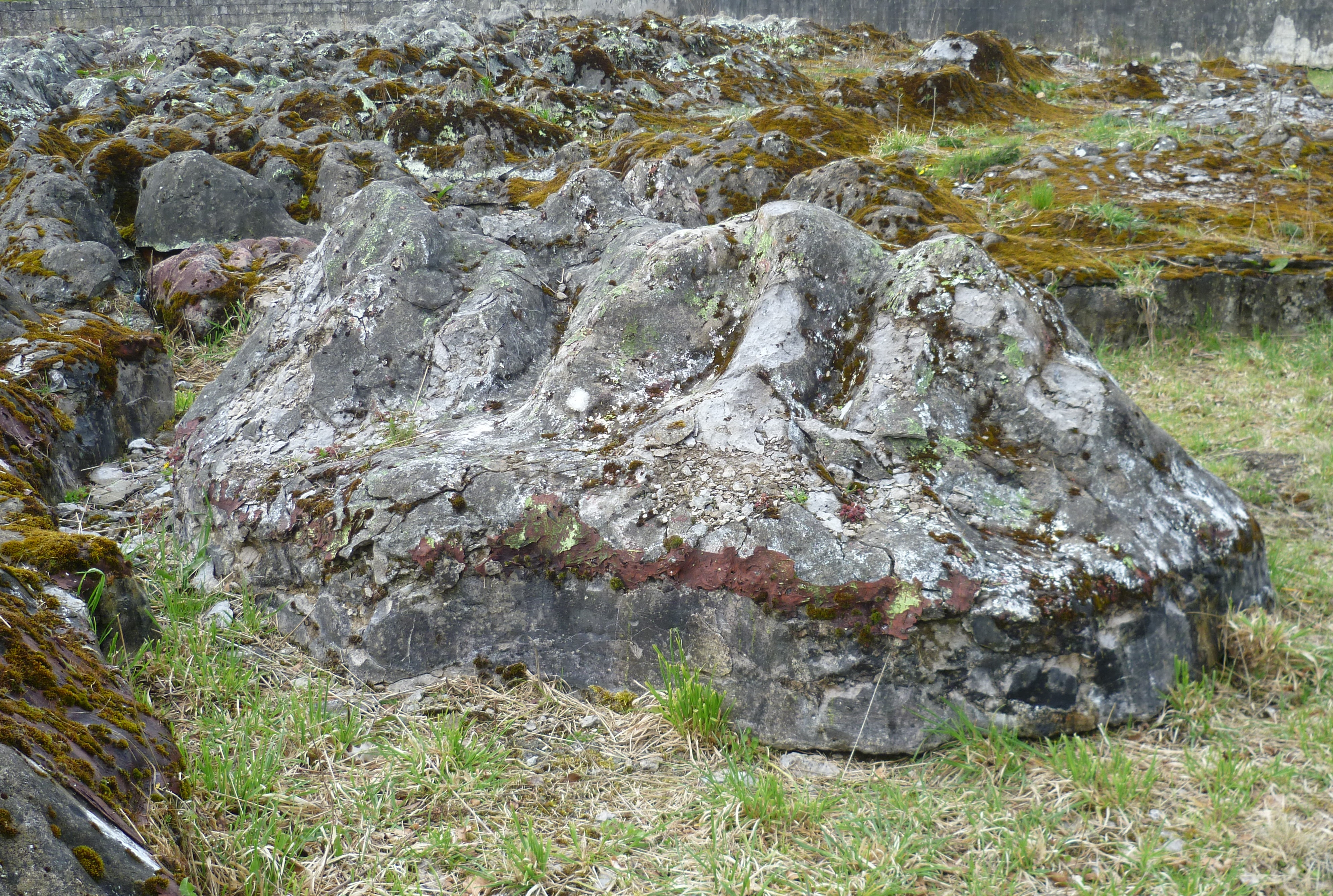
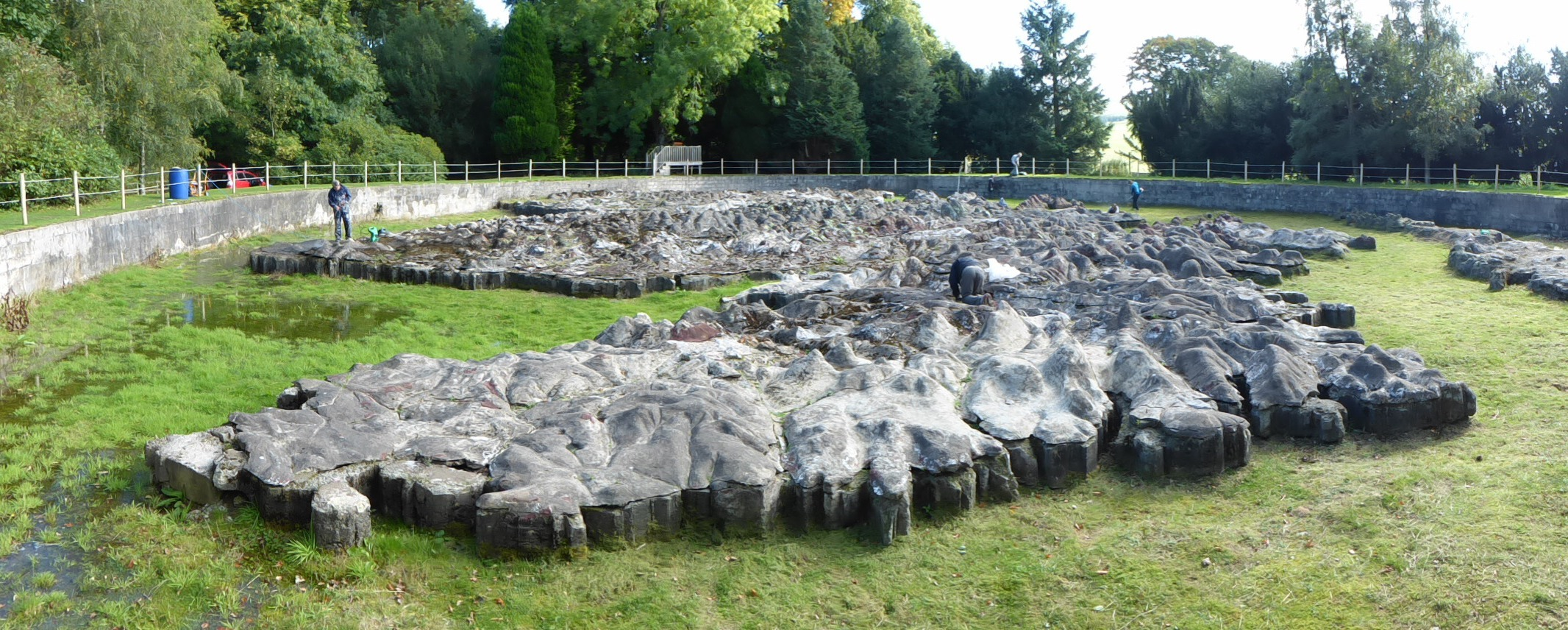